# Forrest megye (Mississippi)
Forrest megye az Amerikai Egyesült Államokban, azon belül Mississippi államban található. Megyeszékhelye és legnagyobb városa Hattiesburg. Lakosainak száma 78 158 fő (2020. április 1.). Forrest megye Covington, Perry, Stone, Pearl River, Lamar és Jones megyékkel határos.

## Népesség
A megye népességének változása:
| Lakosok száma | 75 083 | 76 026 | 76 925 | 77 059 | 75 944 | 78 158 |
|               | 2010   | 2011   | 2012   | 2013   | 2015   | 2020   |